# Sleep Train Arena
La Sleep Train Arena, anciennement ARCO Arena et Power Balance Pavilion, était une salle omnisports sponsorisée par la marque The Sleep Train (de 2012 à 2022) (maintenant Mattress Firm) et située au nord de la ville de Sacramento, en Californie.
Depuis son ouverture, c'est le parquet des Kings de Sacramento de la National Basketball Association qu'ils partagèrent avec les Monarchs de Sacramento de la Women's National Basketball Association entre 1997 et 2009. Ce fut aussi le domicile des Sacramento Knights (Continental Indoor Soccer League et World Indoor Soccer League) de 1993 à 2001 et des Sacramento Attack de l'Arena Football League en 1992. La Sleep Train Arena a une capacité de 17 317 places pour les rencontres de basket-ball et dispose de 30 suites de luxe et 412 sièges de club.

## Histoire
La Sleep Train Arena fut inaugurée le 8 novembre 1988 et son coût de construction était de $40 millions de dollars. À cette époque, le bâtiment portait le nom de ARCO Arena car sponsorisé par la compagnie pétrolière ARCO (Atlantic Richfield Company). L'architecte qui conçut l'édifice était Rann Haight. La salle actuelle remplace une salle de 10 333 places appelé également ARCO Arena I. L'arène fut financée entièrement par la famille Maloof qui en est propriétaire, la famille possède également les 2 franchises locataires de la salle, les Kings de Sacramento et les Monarchs de Sacramento.
Elle est située dans un secteur isolé sur les périphéries nordiques de l'extension de la ville. À un coût de construction de juste $40 millions USD, c'est la salle la moins chère et la plus petite de la National Basketball Association. Malgré son âge, la Sleep Train Arena n'en demeure pas moins une salle très aimée du public californien. Une bannière saute aux yeux : "The NBA's number 1 Home-court Advantage". On y joue souvent à guichets fermés et les supporters font un boucan du diable. Ses fans sont réputés pour être les plus bruyants de la ligue. L'arène devrait laisser sa place dans quelques années à une salle plus moderne répondant mieux aux critères économiques que l'on connaît. Il y a récemment eu une campagne par la famille Maloof pour établir une nouvelle enceinte de $600 millions de dollars à Sacramento.
La Sleep Train Arena a accueilli plusieurs fois le Championnat NCAA de basket-ball, comme lieu des premier et second tours du tournoi en 1994, 1998, 2002, et en 2007. En 1993 et 1994, la salle a également organisé plusieurs matchs de hockey sur glace de la Ligue nationale de hockey. Le Ultimate Fighting Championship 65: Bad Intentions s'y déroula dans l'arène le 18 novembre 2006.
L'arène organisa la croisade de Billy Graham en 1995, qui a amené l'une des plus grandes foules dans l'histoire de l'arène.
Les Kings de Sacramento y disputent leurs dernières rencontres mi-avril 2016.

## Événements
- Concerts de U2 le 17 avril 1992 pour le ZOO TV Tour et le 20 novembre 2001 pour l'Elevation Tour
- Concerts de Metallica le 10 et 11 janvier 1992 pour le wherever we may tour
- WWE Royal Rumble 1993, 24 janvier 1993
- Tournois du Championnat NCAA de basket-ball, 1994, 1998, 2002 et 2007
- Croisade de Billy Graham, 1995
- WWE Judgment Day, 20 mai 2001
- WNBA Finals, 2005
- UFC 65 : Bad Intentions, 18 novembre 2006
- UFC 73 : Stacked, 7 juillet 2007
- Final Four du Championnat NCAA de volley-ball féminin, 13 et 15 décembre 2007
- WWE The Bash, 28 juin 2009

## Galerie

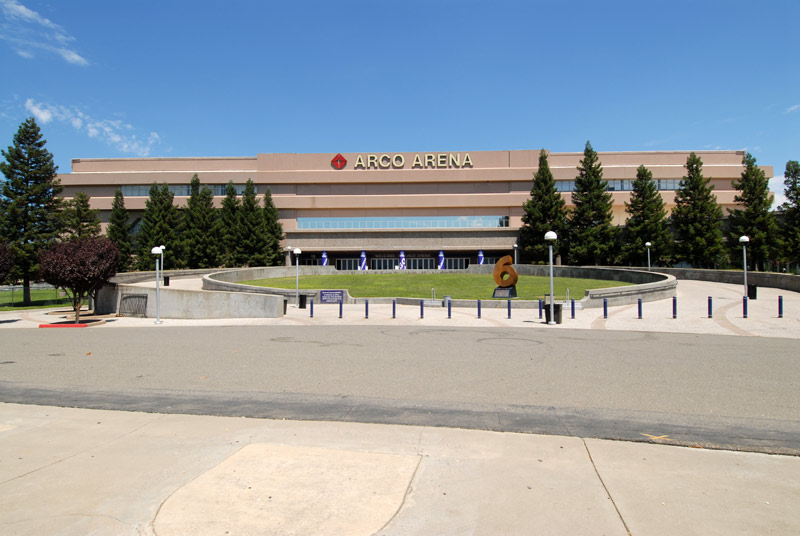
ARCO Arena
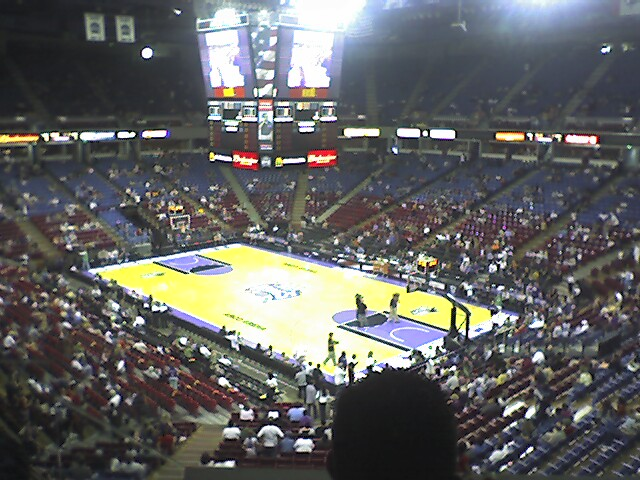
Vue intérieure
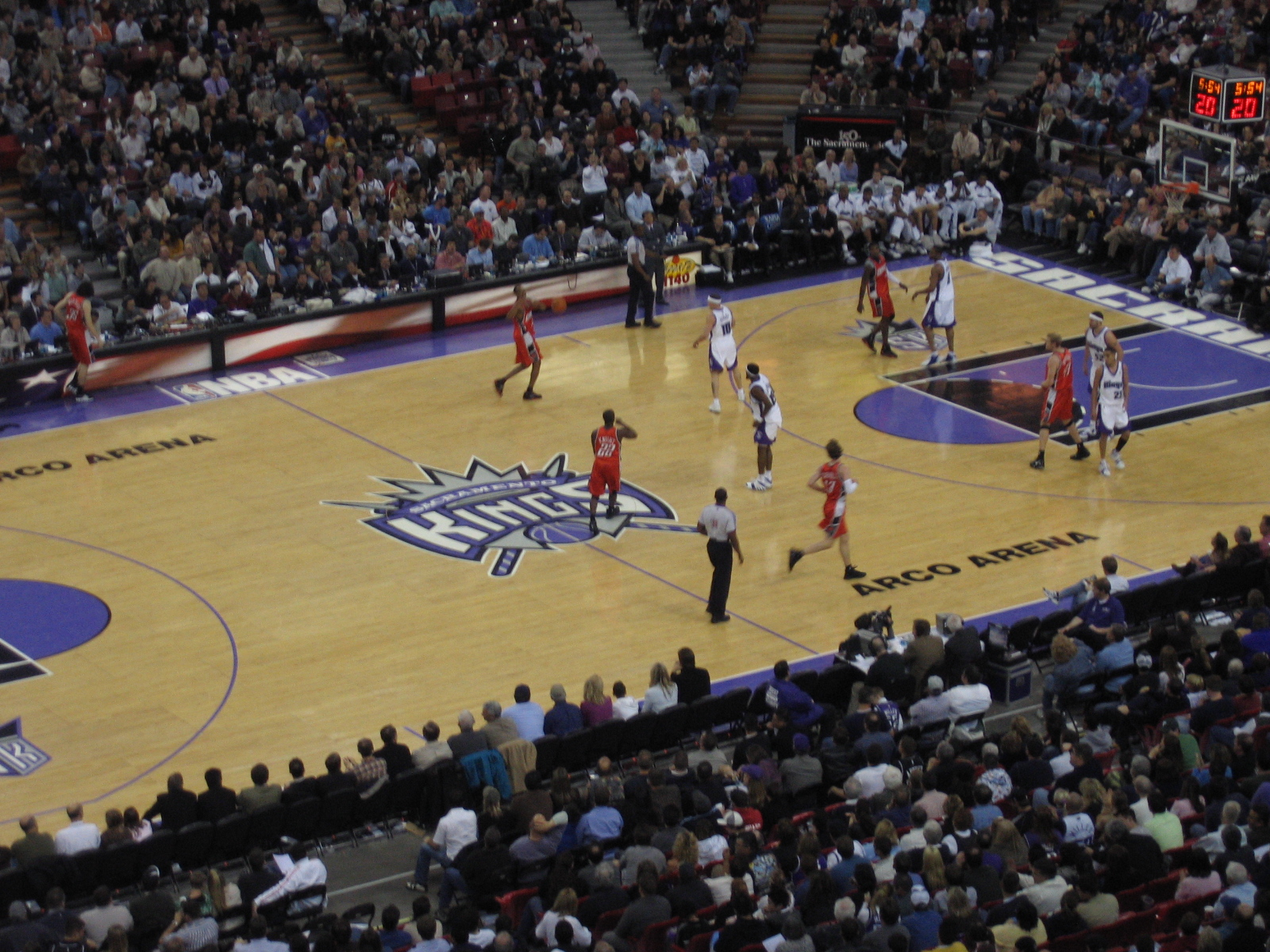
Partie des Kings
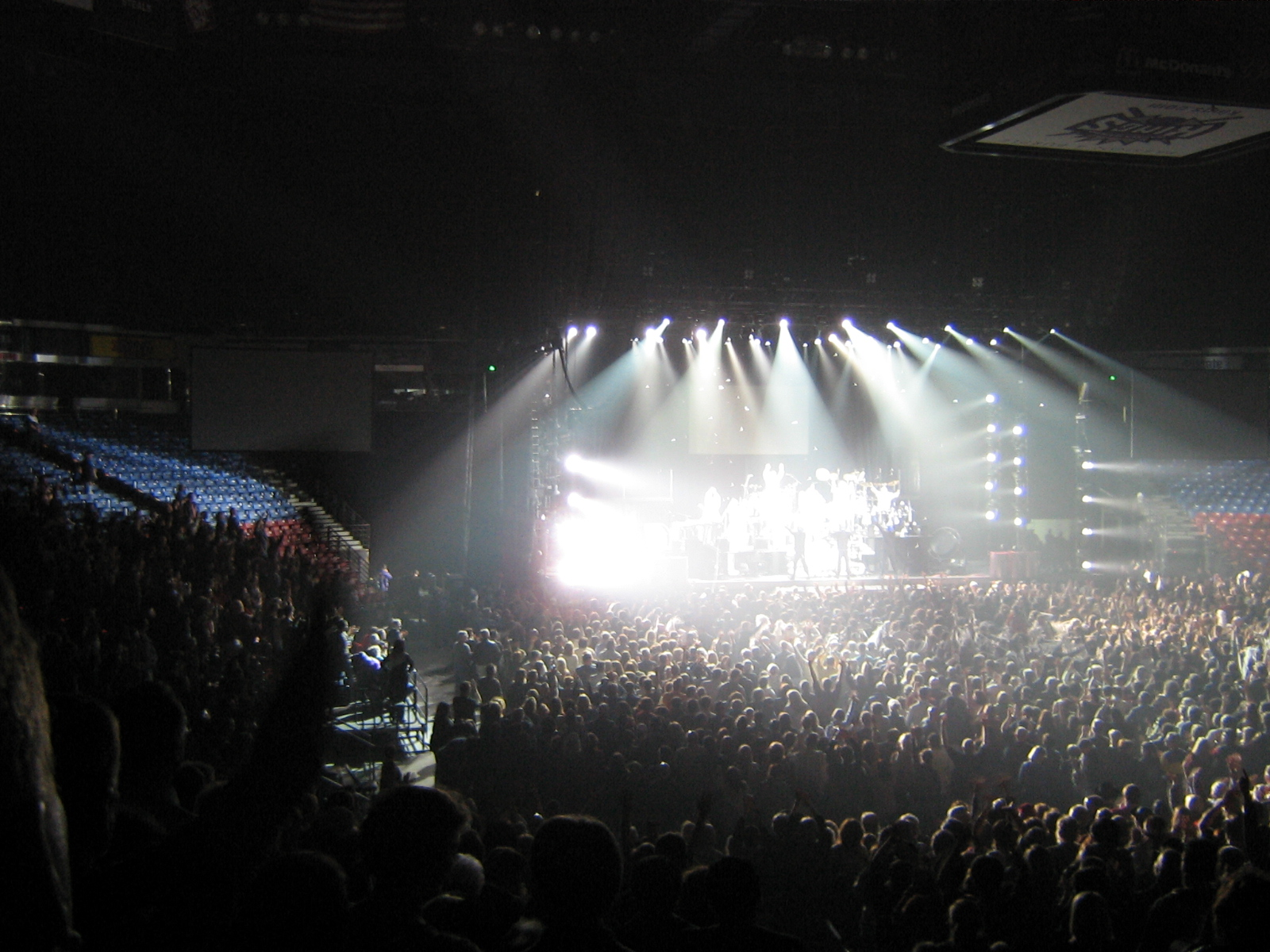
Concert
Ancien logo
Ancien logo